# مارسا
مارسا 
(به مالتی: Marsa) شهری در ناحیهٔ هاربور جنوبی واقع در کشور مالت است که در سال ۱۹۹۵ میلادی ۵٫۳۲۴ نفر جمعیت داشته اما جمعیت آن در سال ۲۰۰۵ میلادی ۵٫۳۸۹ نفر بوده‌است.